# ديفيد جي. أ. ماكلين
ديفيد جي. أ. ماكلين هو شخصية أعمال ومحامي كندي، ولد في 25 يونيو 1938 في كالغاري في كندا.